# Antodynerus coenii
Antodynerus coenii är en stekelart som först beskrevs av Giordani Soika 1934.  Antodynerus coenii ingår i släktet Antodynerus och familjen Eumenidae. Inga underarter finns listade i Catalogue of Life.